# Arturo Kenny
Pour les articles homonymes, voir Kenny.
Arturo J. Kenny y Gahan, né le 12 décembre 1889 à Buenos Aires, est un joueur de polo argentin.

## Biographie
Arturo Kenny remporte avec l'équipe d'Argentine de polo la médaille d'or aux Jeux olympiques de 1924 à Paris. Il s'agit du premier titre olympique attribué à un sportif argentin.